# إستراتيجيات تعلم اللغة
استراتيجيات تعلم اللغة هو مصطلح يشير إلى الافعال التي يقوم بها متعلمي اللغة بوعي منهم لكي تساعدهم على تعلم اللغة أو التحسن في استخدامها .  
عرفت ايضا على أنها "أفكار وأفعال، يتم اختيارها وتشغيلها بوعي من قبل متعلمي اللغة، لمساعدتهم في القيام بالعديد من المهام منذ بداية تعلمهم اللغة وحتى وصولهم لمستويات متقدمة في اللغة الهدف". 
من استراتيجيات تعلم اللغة هي اساليب فعالة تعين المتعلم على التخفيف من حالة القلق اللغوي لديه وايضا لتقوية ثقته في استخدام اللعة التعلم أساليب تسهل تقليل القلق اللغوي لدى المتعلم، وبالتالي تحسين ثقته في استخدام اللغة.  لقد ثبت باستمرار أن الاستراتيجيات المذكورة في المقالة التالية وغيرها، تساعد المتعلمين على أن يصبحوا أكثر كفاءة. 
يُستخدم أحيانًا مصطلح استراتيجيات تعلم اللغة، والذي يتضمن الاستراتيجيات المستخدمة لتعلم اللغة واستخدام اللغة، على الرغم من أن الخط الفاصل بين الاثنين غير محدد بشكل جيد حيث أن لحظات استخدام اللغة الثانية يمكن أن توفر أيضًا فرصًا للتعلم. 

## تصنيف استراتيجيات تعلم اللغة
قام العالمان "اومالي" و"شموت" في عام 1990  بتطوير تصنيف لثلاثة أنواع من استراتيجيات تعلم اللغة:
- استراتيجيات ما وراء المعرفية، والتي تتضمن التفكير في (أو معرفة) عملية التعلم، أو التخطيط للتعلم، أو مراقبة التعلم أثناء حدوثه، أو التقييم الذاتي للتعلم بعد اكتمال المهمة.
- الاستراتيجيات المعرفية، التي تنطوي على التلاعب العقلي أو تحويل المواد أو المهام، تهدف إلى تعزيز الفهم أو الاكتساب أو الاحتفاظ.
- الاستراتيجيات الاجتماعية/العاطفية، والتي تتكون من استخدام التفاعلات الاجتماعية للمساعدة في الفهم أو التعلم أو الاحتفاظ بالمعلومات. فضلا عن السيطرة العقلية على المؤثرات الشخصية التي تتعارض مع التعلم.

### تصنيف أكسفورد
انشأت العالمة "ريبيكا أكسفورد" في عام 1990 تصنيفًا لتصنيف الاستراتيجيات تحت ستة عناوين: 
- المعرفي - إنشاء ارتباطات بين المعلومات الجديدة والمعروفة بالفعل. وهذا يشمل الاستراتيجيات التي تتضمن استخدام المتعلم للاستدلال أو تحليل القواعد للعثور على الفهم. [8]
- تذكير – إنشاء ارتباطات بين المعلومات الجديدة والمعروفة بالفعل من خلال استخدام الصيغة أو العبارة أو الآية أو ما شابه ذلك؛
- ما وراء المعرفي - التحكم في الإدراك الخاص من خلال تنسيق تخطيط وتنظيم وتقييم عملية التعلم؛
- التعويضية – استخدام السياق للتعويض عن المعلومات المفقودة في القراءة والكتابة؛
- العاطفي – تنظيم العواطف والدافع والموقف تجاه التعلم؛
- الاجتماعية - التفاعل مع المتعلمين الآخرين لتحسين تعلم اللغة والفهم الثقافي. الغرض من هذه الإستراتيجية هو مساعدة الطلاب على الفهم والتعاون مع أولئك الذين يتحدثون اللغة التي يتعلمونها. [8]

في السنوات اللاحقة، انتقد هذا النظام التصنيفي نظرا لفصله استراتيجيات التذكر عن الاستراتيجيات المعرفية، في حين ان إحداهما تعد فئة فرعية من الأخرى، بالإضافة الى إدراج الاستراتيجيات التعويضية، المرتبطة بكيفية استخدام المتعلم للغة. ، بدلاً من أن يتعلمها.

### الأبحاث الحديثة
ركزت الأبحاث الحديثة في استراتيجيات تعلم اللغة على مواقف أكثر تحديدًا للسياق،  عوضا عن الفئات الشامل فمثلا عندما يدرس المتعلمون الكتابة الأكاديمية، فمن المرجح أن ينشروا مجموعة مختلفة من الاستراتيجيات عما لو كانوا يتعلمون المحادثات اليومية البسيطة. لاتزال المصطلحات الاستراتيجيات المعرفية وما فوق المعرفية شائعة في أبحاث الإستراتيجية، ولكن تم فحص المصطلحات الأخرى المتعلقة بإدارة الحالة العاطفية للمتعلم أو البيئة الاجتماعية تحت مصطلح التنظيم الذاتي. 